# Romanschulzia turritoides
Romanschulzia turritoides är en korsblommig växtart som först beskrevs av Ludwig Eduard Loesener, och fick sitt nu gällande namn av Otto Eugen Schulz. Romanschulzia turritoides ingår i släktet Romanschulzia och familjen korsblommiga växter. Inga underarter finns listade i Catalogue of Life.